# Монастырь Саввы Освященного (Мелитополь)
Монастырь Святого Саввы Освященного — мужской монастырь Запорожской и Мелитопольской епархии Украинской православной церкви в городе Мелитополе, основанный в 1995 году. Первый монастырь епархии. Название получил в честь Саввы Освященного.

## История
Мелитопольский мужской монастырь Святого Саввы Освященного образован решением Священного Синода УПЦ 24 декабря 1994 года. Несмотря на сравнительно молодой возраст, он является первым монастырем, основанным на территории Запорожской и Мелитопольской епархии, хотя и самой Запорожско-Мелитопольской епархии на момент образования монастыря было всего 2 года (в 1992 г. она была выделена из Днепропетровско-Запорожской епархии). А первым архипастырем её был назначен епископ Василий (Злотолинский), который до этого возглавлял Крымскую епархию.
Настоятелем нового монастыря был назначен иеромонах Тихон (Масленников), которому благословлялось организовать обитель в с. Терпение Мелитопольского района. В первые месяцы деятельности монастыря братия его составляла всего 4 человека.
В марте 1995 г. иеромонах Тихон, оставаясь настоятелем обители, одновременно был назначен настоятелем старого кладбищенского храма Усекновения Главы Иоанна Крестителя в г. Мелитополе по ул. Воровского (ныне Монастырская), 45; таким образом, этот храм и сопредельная с ним территория перезахороненного старого городского кладбища стали подворьем монастыря. В течение весны — лета 1995 года на территорию данного подворья был перенесен основной монастырь а на месте его первоначального основания в с. Терпенье было определённо оставить монастырский скит. В мае 1995 г. на месте нового размещения монастыря началось строительство первого одноэтажного корпуса. В строительстве немногочисленной братии помогали прихожане храма. Стройка продолжалась всё лето и осень 1995 г. На новом местопребывании монастыря появились и новые насельники, в дополнение к перешедшим из с. Терпенье. В октябре их было уже 12 человек. За неимением жилой площади, братия ночевала в храме. 8 ноября 1995 г. был заселен новопостроенный корпус, где было всего три четырёхместных братских келии.

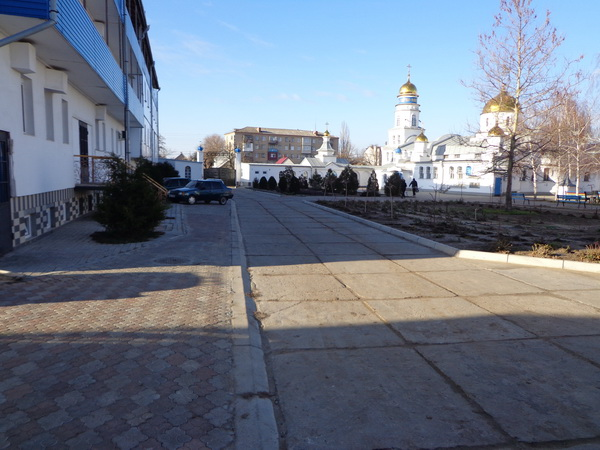
Подворье монастыря

К первому престольному празднику монастыря — 18 декабря 1995 г., в день памяти прп. Саввы Освященного, настоятелем монастыря был совершен первый постриг. 22 марта 1996 г., в Великий пост, в монастыре настоятелем был совершён второй монашеский постриг.
В апреле 1996 г. было начато строительство нового двухэтажного братского корпуса. В этом здании сейчас размещены братские келии, просфорня и гараж. К этому времени в монастыре было уже около 20 человек братии. С июля 1996 г. братия монастыря начинает чтение неусыпаемой Псалтыри.
31 октября 1996 г. наместником монастыря был назначен иеромонах Борис (Масленников). Последующие два года, в связи с острой нехваткой в епархии священников, иеромонахи монастыря обслуживали более 15-ти приходов. В этот период число братии увеличилось до 35 человек и многие из них были представлены к рукоположению в священный сан.
4 апреля 1997 г. Преосвященным Епископом Василием, священноархимандритом монастыря, был совершен очередной монашеский постриг.
В 1997 году в с. Астраханка, Мелитопольского района образуется сельскохозяйственное подворье монастыря, одновременно с эти упраздняется монастырский скит в с. Терпенье, скитоначальником новообразованного подворья назначается иеромонах Иосиф (Масленников)(ныне архиепископ Иосиф).
В течение 1998 г. число братии увеличилось до 45 человек, стала формироваться сестринская монашеская община.
В 2002 году было принято решение расширить монастырский храм, который уже не мог вместить всех молящихся. В начале года братия начала возведение нового трехпрестольного храма вокруг старого, в котором за время строительства служба не прекращалась ни на один день.
И, наконец, в 2005 году богоугодное дело было завершено и 2 октября правящий архиерей архиепископ Василий освятил новый храм и отслужил божественную Литургию в сослужении монастырского священства. Центральный придел был освящен в честь иконы Божией Матери «Призри на смирение», северный — в честь Усекновения главы Иоанна Предтечи, а южный — в честь небесного покровителя монастыря, преподобного Саввы Освященного.
В 2006 году был перестроен и улучшен трапезный корпус. В нём же разместилось и сестричество монастыря, которое к этому времени уже насчитывало 20 человек.
В 2007 году был построен и освящен крестильный храм в честь Введения во Храм Пресвятой Богородицы, с купелью для полного погружения крещаемых. В этом же году было построено здание реабилитационного центра для людей с алкогольной, игровой и наркотической зависимостью.
В 2008 году для удовлетворения нужд паломников был открыт при монастыре магазин «Монастырский паломник», также создана пекарня, снабжающая хлебобулочными изделиями монастырь и паломников. Построена и оборудована электроподстанция.
В 2009 году было построено ещё одно здание, в котором размещена гостиница и трапезная для паломников, а также аудитории воскресной школы.

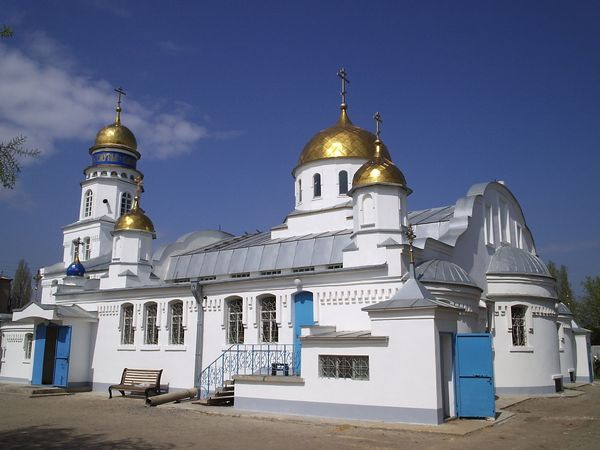
Главный храм монастыря

С апреля 2009 года по декабрь 2010 года правящим архиереем Запорожской и Мелитопольской епархии а соответственно и священноархимандритом монастыря был Преосвященнейший епископ Иосиф. С декабря 2010 года по настоящее время правящим архиереем Запорожской и Мелитопольской епархии а соответственно и священноархимандритом монастыря является Высокопреосвященнейший Лука, Митрополит Запорожский и Мелитопольский.
В 2010 г. Закончено строительство нового административного здания, в котором также размещены: конференц-зал, редакция, иконописная мастерская, спортзал. Началась реконструкция хозяйственного корпуса и братских келий. Открылась новая прачечная.
В 2011—2012 годах построен новый братский корпус и пчеловодческий комплекс, разведена пасека. Создан маленький хоздвор, сад и огород.
В декабре 2012 года новым наместником монастыря был избран иеромонах Иоанн (Прокопенко). В указанный момент жизни монастыря число братии составляло 40 человек, сестер 25.
В 2013 году из числа существующей при монастыре женской монашеской общины пятеро монашествующих сестер были переведены в новообразованный Иоанно-Богословский женский монастырь — с. Терноватое, Новониколаевского р-на Запорожской епархии. В этом же году в монастыре проложена дорога с твердым покрытием, достроена внешняя монастырская ограда, благоустроена территория монастыря. Монастырь в соответствии с древними монашескими традициями был разделён внутренней монастырской стеной на два сектора общий и монашеский. Наместником монастыря был совершен очередной монашеский постриг.
В 2014 году в монашеском секторе монастыря начал возводиться братский храм в честь Преображения Господня. Также был достроен дом настоятеля (Архиерейский дом). В связи с начавшейся гражданской войной монастырь принял беженцев с территорий охваченных междоусобицей.
В 2015 году была совершена реконструкция братских корпусов. Наместником монастыря был совершен очередной монашеский постриг. Число братии монастыря составляет 39 человек, сестер 16.

## Деятельность монастыря
Монастырская воскресная школа «Призри на смирение» — самая крупная в городе. В ней действуют 4 класса, состоящие из 50 учеников, работают 5 преподавателей и 1 священник. В школе изучается закон Божий, духовное песнопение, рукоделие и другие предметы.
Также при монастыре работают:
- воскресная школа для взрослых;
- спортзал для православных
- пункт раздачи одежды и питания для бездомных;[2]
- журнал «Монастырский вестник»;
- иконописная мастерская;[3]